# 纤羊舌鲆
纤羊舌鲆（学名：Arnoglossus tenuis）为鲆科羊舌鲆属的鱼类，俗名龙利皮、白皮菜、纤肢鲆。分布于因黑潮暖流影响可北达日本高知、长崎以及海南岛、广西到台湾及浙江东南部海区等，属于热带及暖温带底层海鱼。该物种的模式产地在香港。棲息深度80-100公尺，體長可達12公分，棲息在底層水域，生活習性不明。